# Саша Обрадович
Саша Обрадович (29 січня 1969) — сербський баскетболіст.
Срібний призер Олімпійських Ігор 1996 року, учасник 2000 року.
Чемпіон світу 1998 року.
Чемпіон Європи 1995, 1997, 2001 років, бронзовий призер 1999 року.